# 23295 Брандорівіс
23295 Брандорівіс (23295 Brandoreavis) — астероїд головного поясу, відкритий 23 грудня 2000 року.
Тіссеранів параметр щодо Юпітера — 3,560.